# Coenochilus haberaeckeri
Coenochilus haberaeckeri är en skalbaggsart som beskrevs av Schein 1954. Coenochilus haberaeckeri ingår i släktet Coenochilus och familjen Cetoniidae. Inga underarter finns listade i Catalogue of Life.